# Doryichthys deokhatoides
Doryichthys deokhatoides är en fiskart som först beskrevs av Pieter Bleeker 1853.  Doryichthys deokhatoides ingår i släktet Doryichthys och familjen kantnålsfiskar. IUCN kategoriserar arten globalt som livskraftig. Inga underarter finns listade i Catalogue of Life.